# Steffeln
La municipalité de Steffeln se trouve dans l'Eifel et compte 694 habitants. Il fait partie de la Verbandsgemeinde de l'Obere Kyll, en Rhénanie-Palatinat.

## Histoire
De 1795 à 1815, après trois siècles de suzeraineté luxembourgeoise, la sous-seigneurie de Steffeln devint une enclave du département français de l'Ourthe (carte) dans celui de la Sarre.

## Liens
- Steffeln
- Steffeln-Kopf-Vulkan